# Joseph Méry

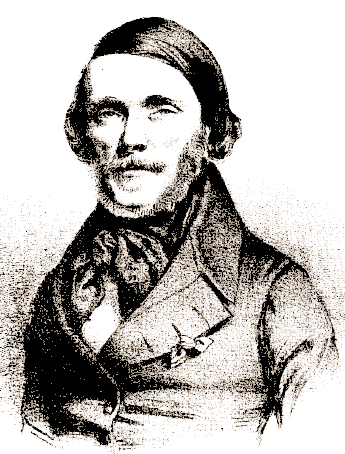
Joseph Méry.

Joseph Méry, född den 21 januari 1798 nära Marseille, död den 17 juni 1866 i Paris, var en fransk skald.
Méry företog 1820–1822 en resa till Italien och Levanten och förenade sig därefter i Paris med sin landsman Auguste-Marseille Barthélemy till ett intimt författarbolag. De två vännerna anföll den bourbonska restaurationen med tidningsartiklar och poetiska satirer (La Villéliade med flera), men upphöjde däremot minnet av Napoleon I. Deltagare i julirevolutionen, besjöng Méry denna i L'insurrection med flera dikter. Han beundrades högt i de litterära salongerna för sin konversationsgåva och strödde omkring sig lyriska dikter, skådespel, komedier och romaner. I sina berättelser skildrar han med skenbart ypperlig lokalfärg främmande världsdelar, som han aldrig skådat. Han författade bland annat dikterna Napoléon en Égypte (1828), Mélodies poétiques (1853), Napoléon en Italie (1859; där besjungs Napoleon III) och Poésies intimes (1864), berättelserna Les nuits de Londres (1840), La Floride (1846), La guerre du Nizam (samma år; svensk översättning "Kriget i Nizam", samma år), La juive au Vatican (1851; "Judinnan i Vatikanen", samma år), Nouvelles nouvelles (1853) och Les damnés de Java (1855–1856; "De fridlöse på Java", 1860) samt lustspelet L'univers et la maison (1846) och skådespelet Guzman le brave (1853). Méry utgav 1861–1865 Théâtre de salon (2 band). Hans biografi skrev av Gustave  Claudin (1868).